# Tony Ramoin
Tony Ramoin (Cannes, 23 dicembre 1988) è un ex snowboarder francese.

## Palmarès

### Olimpiadi
- 1 medaglia:
  - 1 bronzo (snowboard cross a Vancouver 2010)

### Mondiali juniores
- 2 medaglie:
  - 1 oro (snowboard cross a Zermatt 2005)
  - 1 bronzo (snowboard cross a Valmalenco 2008)

### Coppa del Mondo
- Miglior piazzamento in classifica generale: 48º nel 2011
- Miglior piazzamento nella Coppa del Mondo di snowboard cross: 9º nel 2012
- 1 podio:
  - 1 terzo posto